# Tipula bruesi
Tipula bruesi är en tvåvingeart som beskrevs av Alexander 1945. Tipula bruesi ingår i släktet Tipula och familjen storharkrankar.
Artens utbredningsområde är Grenada. Inga underarter finns listade i Catalogue of Life.